# Ermita de Sant Iscle i Santa Victòria
L'ermita de Sant Iscle i Santa Victòria és un monument situat al municipi de Sabadell. Està situat dins del parc periurbà de la Salut. Forma part, actualment, de les dependències de l’ermità del santuari de la Mare de Déu de la Salut de Sabadell.

## Descripció
L'antiga ermita de Sant Iscle i Santa Victòria es troba al cim de la serra de Sant Iscle, a l'est del riu Ripoll i a 227 metres d'altitud. S'hi han trobat restes romanes, fet que fa pensar que en aquest indret hi havia la mansió d'Arraona. L'accés es fa des de la carretera de Sabadell a Caldes de Montbui.
L’edifici original, molt modificat, està avui annexionat a una albergueria i acull espais funcionals com una cuina i un magatzem. Malgrat les alteracions, encara es poden veure restes dels murs antics, especialment als costats de tramuntana i llevant, formats per pedres disposades en filades horitzontals. L’absis no es diferencia de la nau i l’edifici presenta planta rectangular. Les obertures originals no són visibles i la façana de ponent ha estat reconstruïda.

## Història
És probable que la capella ja existís al segle XI, ja que la documentació coneguda esmenta el nom de la serra com a Sant Iscle des de l’any 1069. Les referències històriques més antigues sobre l’església són escasses, però es conserva testimoni documental de la seva existència a partir del 1323. L’any 1413 ja es coneix que hi havia un altar dedicat a Santa Victòria.
L’any 1455, els jurats de la vila de Sabadell van intervenir en l’administració de l’ermita. A finals del segle XVI, durant les epidèmies de còlera, la capella es va utilitzar com a morberia.
El 1652, l’ermità va trobar una imatge de la Verge Maria vora el torrent de Canyameres, que va ser col·locada a l’altar de l’església. Aquest fet va despertar una gran devoció entre la població, i a partir d’aleshores l’ermita rebé el nom de Mare de Déu de la Font de la Salut.
Des de l’any 1697 s’hi celebra un aplec que encara es manté en l’actualitat. Les restes de l’antiga capella de Sant Iscle han quedat incorporades dins l’edifici actual, construït a finals del segle XIX i restaurat poc després de la Guerra Civil. El 1947, la Mare de Déu de la Salut va ser proclamada patrona de Sabadell.